# Sân bay quốc tế Torino-Caselle
Sân bay quốc tế Torino-Caselle Sandro Pertini (IATA: TRN, ICAO: LIMF), cũng có tên là Sân bay quốc tế Turin hay Sân bay Torino-Caselle, là một sân bay ở Torino, Italia.
Sân bay này được xây năm 1953 và được nâng cấp trong các năm 1989 và 2005.

## Số lượt khách
- 1994 1.758.936
- 1995 1.836.407
- 1996 2.009.532
- 1997 2.391.902
- 1998 2.464.173
- 1999 2.498.775
- 2000 2.814.850
- 2001 2.820.762
- 2002 2.787.091
- 2003 2.820.448
- 2004 3.141.888
- 2005 3.148.807
- 2006 3.260.974
- 2007 3.509.253

## Số lượt chuyến
- 2006 60.838
- 2007 62.136

## Các hãng hàng không và các tuyến điểm
- Air France (Paris-Charles de Gaulle)
- Alitalia (Naples,Rome-Fiumicino)
- BlueAir (Bacău, Bucharest-Băneasa)
- Blu-express (Rome-Fiumicino)
- British Airways (London-Gatwick)
- Brussels Airlines (Brussels)
- Carpatair (Timişoara)
- Iberia Airlines
  - Air Nostrum (Barcelona, Madrid)
- LOT Polish Airlines (Katowice)
- Lufthansa
  - Air Dolomiti (Dusseldorf, Frankfurt, Munich, Stuttgart)
- Luxair (Luxembourg)
- Meridiana (Cagliari, Catania, Kraków, Olbia)
- Royal Air Maroc (Casablanca)
- Ryanair (Brussels-Charleroi, Bristol, Dublin, London-Stansted)
- San Marino Airlines TBD
- TAROM (Bucharest-Otopeni)

## Các hãng thuê bao
- Aegean Airlines (Heraklion, Rhodes)
- Air Italy (Treviso, Sharm El-Sheik)
- Air Malta (Malta)
- Alitalia (Heraklion,Rhodes)
- Arkia Israel Airlines (Tel-Aviv)
- Belavia (Gomel)
- Blue Panorama (Marsa Alam, Sharm El-Sheik)
- Karthago Airlines (Djerba, Monastir)
- Mistral Air (Lourdes)
- Nouvelair Tunisia (Djerba, Monastir)
- Sun d'Or International Airlines (Tel-Aviv)
- Tunisair (Djerba, Monastir)

## Các hãng vận tải hàng hóa
- Alitalia Cargo (Milan-Malpensa, Venice)
- Cargoitalia